# Kateřinice (Zlín)
Kateřinice (in tedesco Kateřinitz) è un comune della Repubblica Ceca facente parte del distretto di Vsetín, nella regione di Zlín.